# Acalolepta sericeiceps
Acalolepta sericeiceps là một loài bọ cánh cứng trong họ Cerambycidae.